# Röd gryning

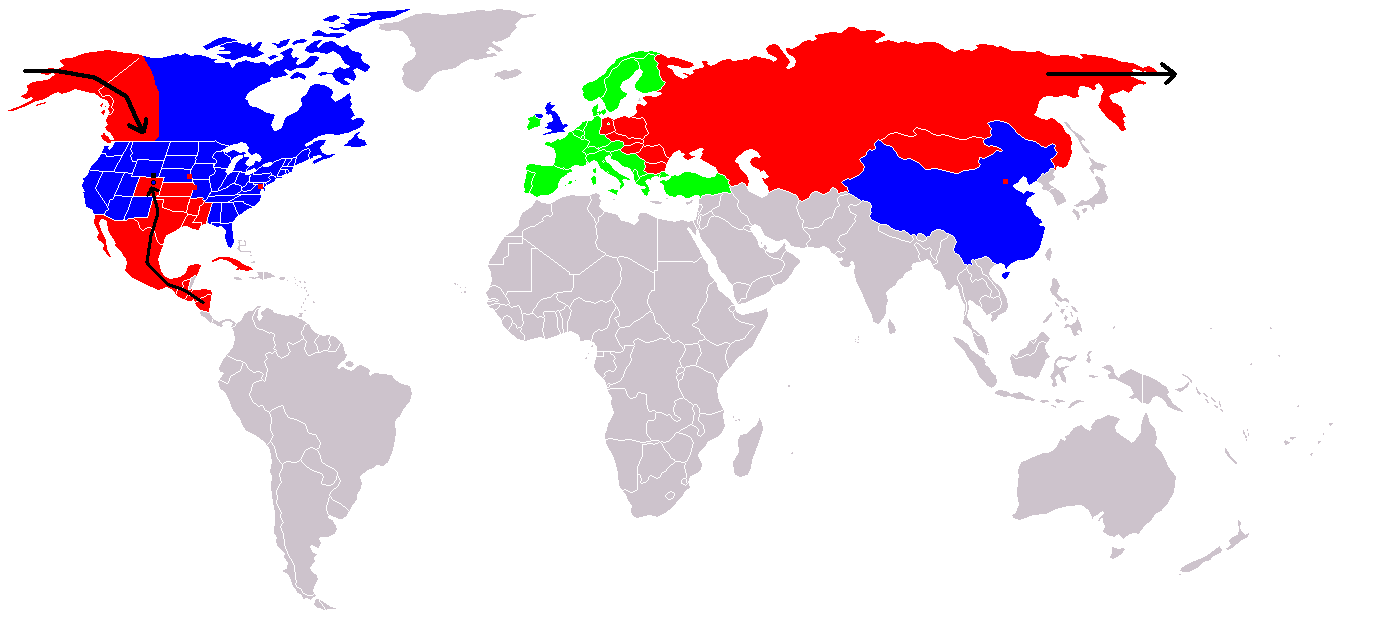
Karta över de händelser som beskrivs i filmen:
Blå: USA och dess allierade Kanada, Storbritannien och Folkrepubliken Kina.
Röd: Sovjetunionen och dess allierade.
Grön: Neutrala länder i Västeuropa.
De röda prickarna visar flera viktiga platser, såsom Washington D.C., Omaha (Nebraska), Kansas City, (Missouri) och Beijing (Kina) som har utplånats av atombomber.

Röd gryning (originaltitel: Red Dawn) är en amerikansk krigsfilm från 1984 i regi av John Milius, med manus skrivet av Milius tillsammans med Kevin Reynolds.
2012 kom en nyinspelning av filmen där USA invaderas av Nordkorea och Ryssland.

## Handling
En dag i den lilla amerikanska småstaden ser en grupp elever från fönstret i skolbyggnaden hur ett stort antal soldater landar med fallskärm. Soldaterna avancerar in i staden och öppnar eld mot befolkningen. Panik utbryter då det står klart att det är sovjetiska och kubanska soldater och det tredje världskriget har brutit ut.
En grupp av eleverna gömmer sig i Klippiga bergen och beslutar sig för att bli ett gerillaförband, The Wolverines - Järvarna. Allt eftersom de kämpar för att bryta ner invasionen bryts de själva ned psykiskt och känslomässigt då de utsätts för krigets fasor och ser sina kamrater dö.

## Rollista (urval)
- Patrick Swayze - Jed Eckert
- C. Thomas Howell - Robert Morris
- Charlie Sheen - Matt Eckert
- Lea Thompson - Erica Mason
- Jennifer Grey - Toni Mason
- Darren Dalton - Daryl Bates
- Brad Savage - Danny Bates
- Doug Toby - Arturo "Aardvark" Mondragon
- Powers Boothe - Andrew Tanner, löjtnant
- Harry Dean Stanton - Tom Eckert
- Ben Johnson - George Mason
- Lane Smith - Bates, major
- William Smith - Strelnikov, överste
- Vladek Sheybal - Bratchenko, general
- Ron O'Neal - Ernesto Bella, överste
- Roy Jenson - Mr. Morris